# Jontor
Jontor is een bestuurslaag in het regentschap Subulussalam van de provincie Atjeh, Indonesië. Jontor telt 820 inwoners (volkstelling 2010).